# Instituto Lébedev de Física
El Instituto Lébedev de Física de la Academia de Ciencias de Rusia (en ruso: Физи́ческий институ́т имени П.Н.Ле́бедева Российской академии наук (ФИАН)), situado en Moscú, es un instituto de investigación ruso especializado en física. El instituto fue fundado en su forma actual en 1934 por el físico Serguéi Vavilov. Se trasladó a Moscú y tomó el nombre del físico ruso Piotr Lébedev el mismo año. También es conocido como Instituto P. N. Lébedev de Física o simplemente Instituto Lébedev. En ruso, suele llamarse por el acrónimo FIAN (ФИАН), que se traduce como «Insituto de Física de la Academia de Ciencias». La investigación que se lleva a cabo en el centro incluye tecnología láser, estructura de la materia oscura, nanoestructuras, superconductividad, rayos cósmicos y astronomía de rayos gamma. Es conocido por el desarrollo de una técnica para la cristalización de la zirconia cúbica (llamada «fianit» en ruso en honor al instituto).

## Directores del instituto
1. Serguéi Vavilov (1934-1951)
2. Dmitri Skobeltsyn (1951-1972)
3. Nikolái Basov (1973-1988)
4. Leonid Keldysh (1988-1994)
5. Oleg Krojin (1994-2004)
6. Gennadi Mesiats (2004-2015)
7. Nikolái Kolachevski (2015-)

## Premios Nobel recibidos por científicos del centro
- 1958 - Pável Cherenkov, Ígor Tamm, Iliá Frank: «por el descubrimiento y la interpretación del efecto Cherenkov-Vavilov».
- 1964 - Nikolái Básov, Aleksandr Prójorov: «por su trabajo fundamental en el campo de la electrónica cuántica, que ha llevado a la construcción de osciladores y amplificadores basados en el principio máser-láser».
- 1975 - Andréi Sájarov ganó el Premio Nobel de la Paz por su defensa de los derechos humanos.
- 2003 - Vitali Guínzburg: «por sus contribuciones pioneras a la teoría de superconductores y superfluidos».

## Instalaciones
El instituto tiene, entre otras instalaciones de investigación, un acelerador de partículas: un sincrotrón de electrones de 1.2 GeV llamado «Pajrá», situado en Troitsk, cerca de Moscú (en el departamento de física de altas energías del instituto). Sin embargo, el instituto no está totalmente (o ni siquiera principalmente) especializado en física de partículas o de aceleradores, sino que realiza investigación en la mayoría de áreas de la física moderna.

## Publicaciones del instituto
- "Краткие сообщения по физике" (en ruso); versión en inglés: Bulletin of the Lebedev Physics Institute.
- "Квантовая электроника" (en ruso); versión en inglés: Quantum Electronics (anteriormente Soviet Journal of Quantum Electronics).

## Películas sobre el Instituto Lébedev
En 2021 se publicó el documental «Мишик Казарян: путь Искателя» (en ruso: «Mishik Kazarián: El Camino de un Explorador»), dirigido por Leonid Ioffe. Narra la vida y trabajo de Mishik Kazarián, un físico experimental, laureado con el Premio Estatal de la Unión Soviética, que trabajó en el Instituto Lébedev. El documental también profundiza en la vida del instituto a mediados de la década de 1960.